# Лицманштадт (административный округ)

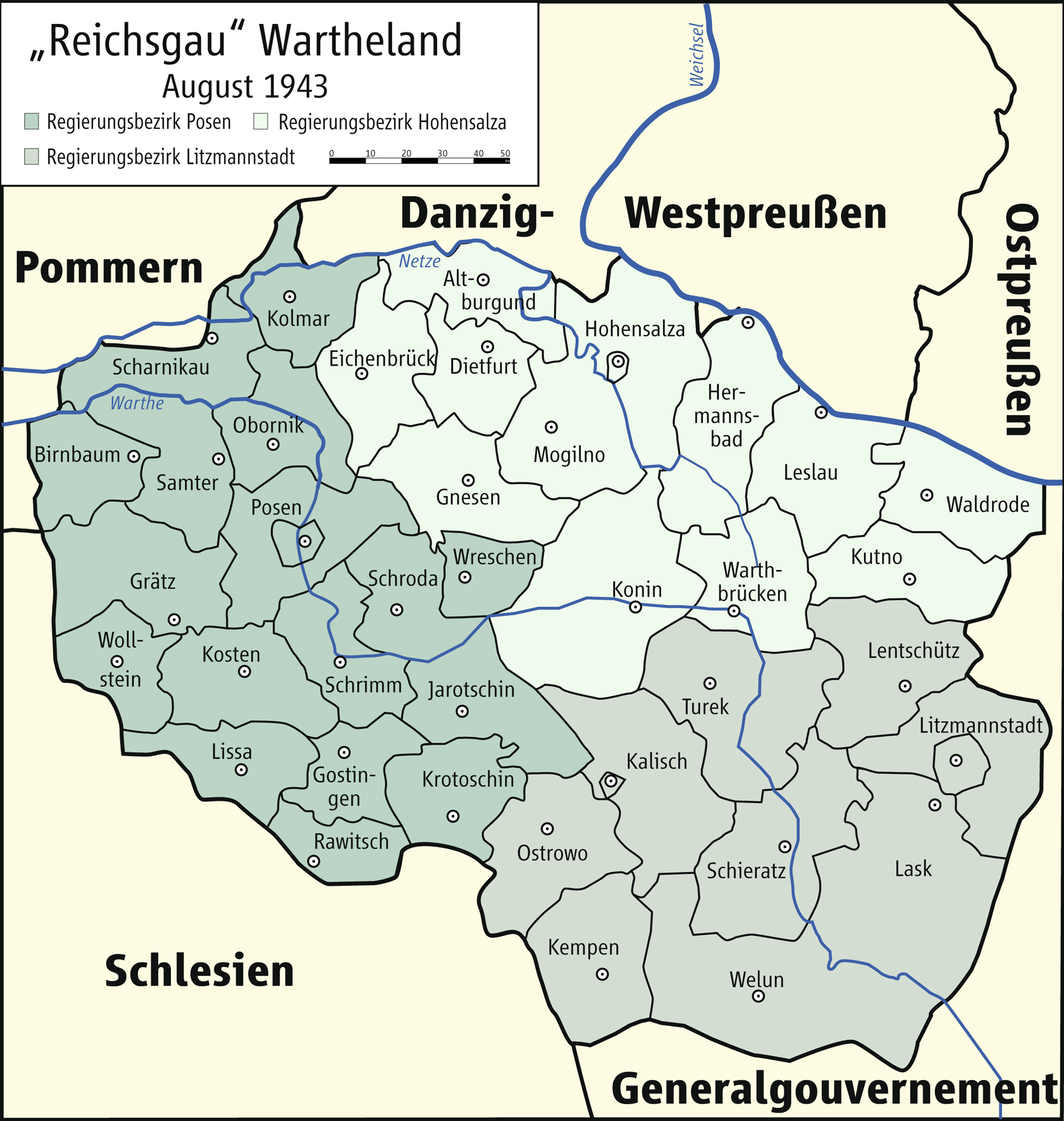
Административные округа и районы рейхсгау Вартеланд в августе 1943 года.

Административный округ Лицманштадт (нем. Regierungsbezirk Litzmannstadt), до 1941 года — административный округ Калиш (нем. Regierungsbezirk Kalisch) — существовавшая на территории оккупированной Третьем рейхом Польши административно-территориальная единица с центром сначала в Калише, а с 1941 года — в Лицманштадте (Лодзь), включённая в состав рейхсгау Вартеланд (Позен). Округ был создан в 1939 году и существовал до 1945 года. Сегодня территория округа вновь входит в состав Польши.

## Создание округа
Административный округ Калиш был создан 26 октября 1939 года в составе рейхсгау Позен на территории городского повята Калиш и семи сельских повятов: Калишский повят (переименован в район Калиш), Кемпненский повят (район Кемпен), Ласкский повят (район Ласк), Острувский повят (район Острово), Серадзкий повят (район Ширац), Турекский повят (район Турек) и Велюньский повят (район Велун).
Уже 9 ноября 1939 года к округу Калиш от Генерал-губернаторства отошла территория бывшего Лодзинского повята (переименован в район Лодш) и город Лодзь (Лодш). Через несколько дней, 20 ноября от Генерал-губернаторства к округу Калиш была передана территория Ленчицкого повята (переименован в район Лентшюц), а также некоторые поселения, которые были распределены между районами Лодш, Ласк и Велун. С 1 января 1940 года города Калиш и Лодш получают права городских районов, согласно немецкому праву.
С 1 апреля 1940 года столица округа Калиш была перенесена в Лодш, а уже 11 апреля 1940 года город Лодш, а с ним и одноимённый сельский район были переименованы в Лицманштадт в честь Карла Лицмана. Административный округ Калиш 15 февраля 1941 года также был переименован в округ Лицманштадт.

## Административное деление округа
К 1941 году административный округ Лицманштадт включал следующие районы:

### Городские районы
1. Калиш (нем. Kalisch), польское название — Калиш
2. Лицманштадт (нем. Litzmannstadt), польское название — Лодзь

### Сельские районы
1. Район Калиш (нем. Landkreis Kalisch), центр — Калиш (Калиш).
2. Район Кемпен (нем. Kreis Kempen), центр — Кемпен (Кемпно).
3. Район Ласк (нем. Landkreis Lask), центр — Ласк (Ласк).
4. Район Лентшюц (нем. Landkreis Lentschütz), центр — Лентшюц (Ленчица).
5. Район Лицманштадт (нем. Landkreis Litzmannstadt), центр — Лицманштадт (Лодзь).
6. Район Острово (нем. Landkreis Ostrowo), центр — Острово (Острув-Велькопольский).
7. Район Ширац (нем. Landkreis Schieratz), центр — Ширац (Серадз).
8. Район Турек (нем. Landkreis Turek), центр — Турек (Турек).
9. Район Велун (нем. Landkreis Welun), центр — Велун (Велюнь).